# Stadtbergen
Stadtbergen (pronunciación en alemán: /ʃtatˈbɛʁɡn̩/ⓘ) es un municipio alemán, ubicado en el distrito de Augsburgo en la región administrativa de Suabia, en el Estado federado de Baviera. 
Se encuentra en las afueras de Augsburgo, a unos 4 km al oeste del centro de la ciudad.